# Nero AG

Bedrijfslogo

Nero AG is een Duits softwarebedrijf, dat het best bekend is voor hun CD- en DVD-creatiesoftware Nero Burning ROM. Daarnaast is het bedrijf betrokken in de ontwikkeling van de Nero Digital MPEG-4-compressietechnologie (samen met het bedrijf Ateme) en verschillende andere softwareprojecten omtrent multimediatoepassingen.
Het bedrijf is in 1995 opgericht door Richard Lesser. Het heette Ahead Software tot begin januari 2005, toen de nieuwe naam werd aangenomen omwille van de enorme populariteit van hun softwarepakket met die naam. De naam is afgeleid van de Romeinse keizer Nero die Rome in brand zou hebben gestoken.
Nero AG heeft internationale dochterbedrijven in de Verenigde Staten en Japan.